# بوصير لزج
البوصير اللزج (باللاتينية: Verbascum lychnitis) نوع نباتي يتبع جنس البوصير من الفصيلة الغدبية.

## الموئل والانتشار
موطنه المغرب العربي ومعظم مناطق أوروبا.

## مرادفات للاسم العلمي
- (باللاتينية: Verbascum kanitzianum Simk. & Watlzl.)
- (باللاتينية: Verbascum lychnitis var. kanitzianum (Simonk. & Watzl) Murb.)